# (17433) 1989 SV2
A (17433) 1989 SV2 a Naprendszer kisbolygóövében található aszteroida. Eric Walter Elst fedezte fel 1989. szeptember 26-án.